# El lago de los cisnes

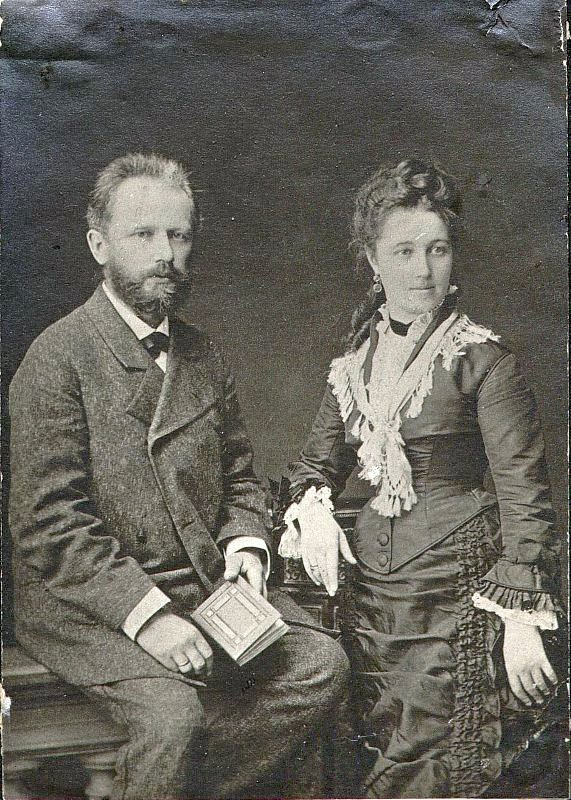
Chaikovski en 1877, año del estreno del ballet. En la foto posa junto a Antonina Miliukova, con quien contrajo matrimonio ese mismo año.

El lago de los cisnes (en ruso: Лебеди́ное о́зеро, Lebedínoye óziero) es un cuento de hadas-ballet estructurado en cuatro actos, que fue encargado por el Teatro Bolshói en 1875 y se estrenó en 1877. La música fue compuesta por Piotr Ilich Chaikovski; se trata de su op. 20 y es el primero de sus ballets. En la producción original la coreografía fue creada por Julius Reisinger. El libreto se cree que fue escrito por Vladímir Petróvich Béguichev y Vasily Geltser, basándose en el cuento alemán Der geraubte Schleier (El velo robado) de Johann Karl August Musäus.
La primera representación tuvo lugar el 4 de marzo de 1877 en el Teatro Bolshói de Moscú. Contrario a su gran reconocimiento actual, esta obra estuvo rodeada de reveses desde su estreno; además de su pobre producción inicial, de la cual se han perdido algunos registros, las creaciones de la música y la coreografía original no fueron paralelas debido a desacuerdos técnicos entre las partes, pues Chaikovski (poco familiarizado con la composición de ballets) trabajó de forma rápida, innovadora y despreocupada en una partitura que terminaría desconcertando a Reisinger. Todo ello hizo que la obra no fuese bien aceptada ni por el público ni por la crítica, la cual se expresó con palabras como «difícilmente se convertirá en un ballet de repertorio y nadie lo va a lamentar». Sin embargo, el 15 de enero de 1895 en el Teatro Mariinski de San Petersburgo esta misma obra logra su primer gran éxito con una nueva coreografía a cargo de Marius Petipa y Lev Ivanov. Las primeras ideas que tuvo Chaikovski acerca del lago de los cisnes fueron reorganizadas, y el pas de deux que compuso originalmente para el cisne negro fue sustituido por otro, compuesto también por él.
Desde entonces, numerosas revisiones y puestas en escena mantuvieron fresca esta subestimada obra, de modo que a mediados de los años 40 del siglo XX empezó a ser ampliamente reconocida como paradigma del ballet. El lago de los cisnes bailado con la música de Chaikovski es actualmente uno de los más reputados títulos del ballet mundial y una de las mayores aportaciones artísticas de la Rusia imperial, así como una de las obras emblemáticas del compositor. Bailarines tan geniales como Anna Pávlova y Rudolf Nuréyev han dejado su huella en esta duradera obra maestra.

## Historia

### Composición
Los orígenes del ballet El lago de los cisnes son bastante oscuros y, como hay muy pocos registros concernientes a la primera producción de la obra que hayan sobrevivido, solamente cabe especular sobre quién fue el autor del libreto original. La teoría más autorizada atribuye su autoría a Vladímir Petróvich Béguichev, director de los Teatros Imperiales de Moscú durante el tiempo en que el ballet fue producido originalmente, y Vasily Geltser, bailarín del Teatro Imperial Bolshói de Moscú. Pero muy probablemente Geltser solo fue la primera persona en copiar el escenario para su publicación, puesto que una copia conservada lleva su nombre. El primer libreto publicado del ballet y la música compuesta por Chaikovski no se corresponden en muchas partes. De ello se puede inferir que el auténtico primer libreto publicado posiblemente fue elaborado a mano por un escritor del periódico quien había visto los ensayos iniciales. Las nuevas producciones de óperas y ballets siempre se publicaban en los periódicos de la Rusia Imperial, junto con sus respectivos escenarios.
Según dos de los parientes de Chaikovski, su sobrino Yuri Lvóvich Davýdov y su sobrina Anna Meck-Davýdova, el compositor había creado anteriormente un pequeño ballet llamado El lago de los cisnes en su casa en 1871. Este ballet incluía el célebre leitmotiv conocido como el tema del cisne o canción de los cisnes. Béguichev encargó la partitura de El lago de los cisnes a Chaikovski en 1875 por un precio bastante modesto de 800 rublos. Béguichev pronto comenzó a elegir artistas que participarían en la creación del ballet. El coreógrafo asignado a la producción fue el checo Julius Reisinger, que había sido contratado desde 1873 como maestro de ballet en el Ballet Imperial del Teatro Bolshói de Moscú (hoy conocido como el Ballet Bolshói). Se desconoce qué tipo de procesos de colaboración hubo entre Chaikovski y Reisinger. Parece que en un principio Chaikovski trabajaba sin pleno conocimiento de los requisitos específicos de Reisinger. Chaikovski probablemente tenía algún tipo de instrucción al componer El lago de los cisnes, ya que tenía que saber qué tipo de danzas se requerirían. Pero, a diferencia de las instrucciones que el compositor recibió para las partituras de La bella durmiente y El cascanueces, en esta ocasión no hay instrucciones por escrito que se hayan conservado. Cuando Reisinger comenzó la coreografía una vez terminada la partitura, exigió algunos cambios a Chaikovski. Al exigir la adición o eliminación de una danza, Reisinger dejaba claro que él iba a ser una parte muy importante en la creación de esta pieza. Aunque se pidió a los dos artistas que colaborasen, cada uno pareció preferir trabajar tan independiente del otro como fuera posible.

#### Influencias de Chaikovski
Desde comienzos del siglo XIX hasta principios de la década de 1890, las partituras para ballets casi siempre eran escritas por compositores conocidos como "especialistas": compositores que eran muy hábiles en anotar la música ligera, decorativa, melodiosa y rítmicamente clara que estaba en ese momento en boga para el ballet. Chaikovski estudió la música de estos «especialistas», como el italiano Cesare Pugni y el austríaco Leon Minkus, antes de ponerse a trabajar en El lago de los cisnes. Chaikovski tenía una opinión bastante negativa de la música de ballet «especialista» hasta que la estudió en detalle, quedando impresionado por la variedad casi ilimitada de contagiosas melodías contenidas en sus partituras. Chaikovski admiraba más que ninguna la música de ballet de compositores como Léo Delibes, Adolphe Adam y Riccardo Drigo. Más tarde escribiría a su protegido, el compositor Serguéi Tanéyev, «Escuché el ballet Sylvia de Delibes... qué encanto, qué elegancia, qué riqueza de melodía, ritmo y armonía. Me avergoncé, porque si hubiera sabido de esta música entonces, yo no habría escrito El lago de los cisnes». Chaikovski admiraba enormemente la partitura de Adam para Giselle de 1844, que presentaba la utilización de la técnica conocida como leitmotiv: asociando determinados temas con ciertos personajes o estados de ánimo, una técnica que utilizaría en El lago de los cisnes, y más adelante, en La bella durmiente.

#### Proceso compositivo
El entusiasmo de Chaikovski con El lago de los cisnes es evidente por la rapidez con la que compuso. Encargado en la primavera de 1875, la pieza se creó en un año completo. Sus cartas a Serguéi Tanéyev a partir de agosto de 1875 indican sin embargo, que no solo era su emoción lo que le obligó a crear tan rápidamente, sino su deseo de terminarlo lo más pronto posible a fin de permitirle empezar a trabajar en una ópera. En primer lugar, creó partituras de los tres primeros números del ballet, luego la orquestación durante el otoño e invierno y todavía estaba luchando con la instrumentación en la primavera. El 10 de abril de 1876 el trabajo estaba completo. La mención de Chaikovski de un borrador sugiere la presencia de algún tipo de resumen, pero no se conoce la existencia de borrador alguno. Chaikovski escribió varias cartas a sus amigos expresando su deseo de muchos años de trabajar con este tipo de música, así como su entusiasmo acerca de su estimulante, aunque laboriosa tarea actual.
No obstante, Chaikovski también se basó en composiciones anteriores suyas. Hizo uso de material de El voivoda, una ópera que había abandonado en 1868. El Gran adagio (también conocido como el Dúo de amor) del acto segundo de El lago de los cisnes es una copia textual del dúo entre los protagonistas de su ópera Undina, igual que el Valse des fiancées del acto tercero. Otro número que incluía un tema de El voivoda fue el Entr'acte del acto cuarto. En abril de 1876 la partitura estaba completa y comenzaron los ensayos. Pronto Reisinger empezó a dejar de lado ciertos números que calificó como "no aptos para el ballet". Incluso inició la coreografía de las danzas con música de otros compositores, pero Chaikovski protestó y sus piezas fueron restituidas.

### Representaciones

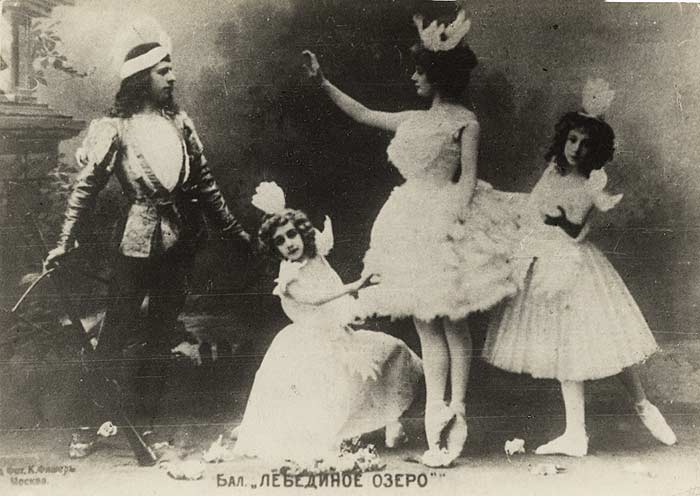
Adelaide Giuri (Odette) y Mijaíl Mordkin (Sigfrido), 1901.

- El estreno fue 4 de marzo de 1877, Teatro Bolshói de Moscú; coreografía de Julius Reisinger; dirigido por Stepán Ryábov; escenografía de Karl Valts (Actos 2 & 4), Iván Shangin (Acto 1), Karl Groppius (Acto 3).
- 1880 y 1882, Teatro Bolshói de Moscú; coreografía de Joseph Hansen, mismo director y diseñadores que en el estreno.
- 1895, Teatro Mariinski de San Petersburgo; con coreografía de Marius Petipa (Actos 1 & 3), Lev Ivanov (Actos 2 & 4); dirigido por Riccardo Drigo; escenografía de Iván Andréyev, Mijaíl Bocharov, Henrich Levogt; diseño de vestuario de Yevgueni Ponomaryov[10]
- 1901, Teatro Bolshói de Moscú; con coreografía de Aleksandr Gorsky; dirigido por Andréi Árends; escenografía de Aleksandr Golovín (Acto 1), Konstantín Korovin (Actos 2 & 4) y N. Klodt (Acto 3).
- 1911, producción de los Ballets Rusos de Serguéi Diáguilev en Londres; con coreografía de Michel Fokine siguiendo a Petipa-Ivanov; escenografía de Golovín y Korovin.

#### Estreno mundial en Moscú
El estreno de El lago de los cisnes tuvo lugar el 4 de marzo de 1877. La función fue a beneficio de la bailarina Pelaguéya Karpakova, también conocida como Polina Karpakova. Ella misma interpretó el papel de Odette junto con el primer bailarín del Teatro Bolshói Victor Gillert como príncipe Sigfrido. Karpakova probablemente también bailó la parte de Odile, aunque no se sabe con certeza. La bailarina rusa Anna Sobeshchánskaya, para la que estaba programado originalmente (1877) el papel de Odette, fue retirada del estreno cuando un funcionario del gobierno de Moscú se quejó de ella, afirmando que había aceptado varias piezas de joyería cara de él, solo para luego casarse con un compañero bailarín y vender las piezas por dinero en efectivo. Sobeshchánskaya fue sustituida por Pelaguéya Karpakova que bailó el papel de la reina cisne.
El estreno no fue bien recibido, obteniendo una crítica casi unánime acerca de los bailarines, orquesta y escenografía. Por desgracia la magistral partitura de Chaikovski se perdió en la debacle de la pobre producción. Aunque hubo algunos que reconocieron sus virtudes, la mayoría consideró que era demasiado complicado para el ballet. Los propios críticos en general no estaban familiarizados con el ballet o la música, sino más bien con el melodrama hablado. La música de Chaikovski les pareció "demasiado ruidosa, demasiado wagneriana y demasiado sinfónica". Los críticos también arremetieron contra la coreografía de Reisinger que pensaron que era "poco imaginativa y en conjunto poco memorable".
La producción no triunfó debido a varias razones. Los orígenes alemanes de la historia de El lago de los cisnes fueron "tratados con desconfianza mientras que la historia en sí fue considerada "estúpida" con apellidos impronunciables para sus personajes". La bailarina de Odette (y probablemente Odile aunque esto nunca ha sido demostrado con certeza) fue una solista secundaria y "no especialmente convincente"

 "La pobreza de la producción, es decir, la escenografía y el vestuario, la ausencia de destacados intérpretes, la debilidad imaginativa del coreógrafo, y, por último, la orquesta ... todo esto junto permitió (a Chaikovski) con buena razón echar la culpa del fracaso a los demás".
— Modest Chaikovski, hermano del compositor

A pesar de este recibimiento negativo, con el público y los críticos alegando que la música era demasiado compleja para ser una pieza de ballet, en la actualidad la obra se considera una de las más valiosas de Chaikovski, y lo elevó a la esfera de los más importantes compositores de ballet.

#### Pas de deuxde Chaikovski de 1877

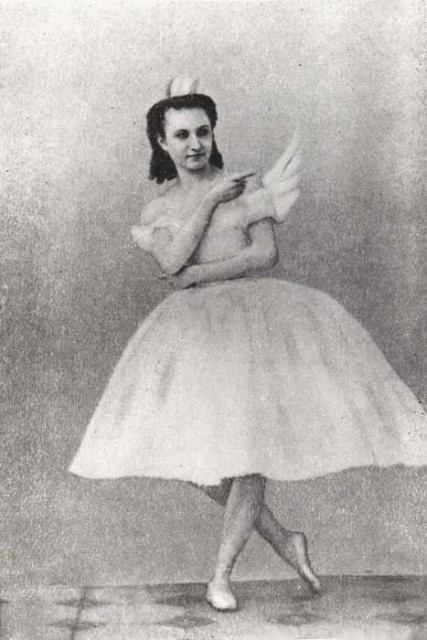
Anna Sobeshchánskaya (Odette), 1877

A pesar de la pobre reacción ante el estreno, el ballet se siguió representando. El 26 de abril de 1877 la primera bailarina del Bolshói de Moscú, Anna Sobeshchánskaya, debutó como Odette/Odile en El lago de los cisnes. Desde el principio estuvo descontenta con la producción del ballet, pero sobre todo con la coreografía de Reisinger y con la música de Chaikovski. Sobeshchánskaya viajó a San Petersburgo para que Marius Petipa, el premier maître de ballet de los Teatros Imperiales de San Petersburgo, coreografiase para ella un nuevo pas de deux para sustituir el pas de six que funcionaba como Grand pas del tercer acto.
En el ballet del siglo XIX era una práctica habitual que una bailarina solicitase un pas o variación suplementarios y a menudo estas danzas "hechas a medida" se convertían literalmente en propiedad legal de la bailarina para la que fueron compuestas.
Petipa coreografió el pas de deux de Sobeshchánskaya con música compuesta por Leon Minkus, quien ocupaba el cargo de compositor de ballet de los Teatros Imperiales de San Petersburgo. La pieza era un pas de deux classique estándar que consistía en una breve entrée, el grand adage, una variación para el bailarín, otra variación para la bailarina y una coda.
Las noticias de este cambio pronto llegaron a Chaikovski que se enfadó mucho, afirmando que si el ballet era bueno o malo, él solo sería responsable de su música. Luego aceptó escribir un nuevo pas de deux para la bailarina, pero pronto surgió un problema: Sobeshchánskaya no tenía reservas en cuanto a interpretar un pas con la nueva música de Chaikovski, pero quería conservar la coreografía de Petipa, y no tenía ningún deseo de viajar a San Petersburgo otra vez para que el Maestro de ballet arreglase uno nuevo para ella. A la luz de esto, Chaikovski aceptó componer un pas cuyos ritmos y acentos se corresponderían con la música de Minkus hasta tal punto que ni siquiera requeriría que la bailarina lo ensayase. Sobeshchánskaya quedó tan satisfecha con la nueva versión de Chaikovski sobre la música de Minkus que le pidió que compusiera para ella una variación adicional, lo cual hizo.
Hasta 1953 se creía que el pas de deux original se había perdido. Pero accidentalmente se descubrió un répétiteur en los archivos del Teatro Bolshói de Moscú. Estaba entre las partes orquestales utilizadas en la recuperación de El corsario de Adolphe Adam llevada a cabo por Aleksandr Gorsky, quien lo incluyó en su versión de El corsario de 1912.
En 1960, George Balanchine coreografió un pas de deux con esta música para la bailarina Violette Verdy y el bailarín Conrad Ludlow bajo el título Pas de deux de Chaikovski, que aún es conocido y se interpreta hoy en día.

#### Producciones entre 1879 y 1894
Julius Reisinger dejó Moscú en 1879 y su sucesor como coreógrafo fue Joseph Peter Hansen, que hizo considerables esfuerzos desde principios de la década de 1870 y durante la década de 1880 para rescatar El lago de los cisnes. El 13 de enero de 1880 presentó un nuevo montaje con la estudiante de la Escuela Imperial del Ballet de Moscú Evdokía Kalmykova en el papel de Odette / Odile y Alfred Bekefi en el de Sigfrido. Tuvo una acogida bastante mejor que el original, aunque no llegó a ser un gran éxito.
El 28 de octubre de 1882 Hansen presentó otra versión de este ballet de nuevo con Kalmykova como Odette/Odile. Para la escena del baile arregló un Grand pas titulado La cosmopolitana, que fue tomado de la sección europea del Gran pas d'action conocido como La alegoría de los continentes a partir de 1875 el ballet Los bandidos montado por Petipa con música de Leon Minkus. La versión de Hansen de El lago de los cisnes fue representada solo cuatro veces, siendo su representación final el 2 de enero de 1883 y pronto el ballet se eliminó del repertorio.
En total El lago de los cisnes tuvo un total de cuarenta y una representaciones entre su estreno y la final de 1883, lo cual era un plazo bastante largo para un ballet tan mal recibido en su estreno. Hansen llegó a convertirse en coreógrafo del Alhambra Theatre en Londres. El 1 de diciembre de 1884 presentó allí un ballet de un solo acto titulado Los cisnes, inspirado en la segunda escena de El lago de los cisnes. La música fue compuesta por Georges Jacoby, el director de orquesta del Alhambra Theatre.
La segunda escena de  El lago de los cisnes fue presentada el 21 de febrero en Praga por el Ballet del Teatro Nacional en una versión montada por el coreógrafo August Berger. El ballet se presentó durante dos conciertos dirigidos por Chaikovski. El compositor anotó en su diario que experimentó "un momento de felicidad absoluta" cuando se representó el ballet. La producción de Berger siguió el libreto de 1877, aunque los nombres de Sigfrido y Benno fueron cambiados a Jaroslav y Zdenĕk, con el papel de Benno interpretado por una bailarina travestida. El papel de Sigfrido lo interpretó el propio Berger con la bailarina Giulietta Paltriniera-Bergrova como Odette. La producción de Berger se extendió durante ocho presentaciones, e incluso se planeó una producción en el Jardín Fantasía en Moscú en 1893, pero nunca se materializó.

#### Montaje de Petipa-Ivanov-Drigo de 1895

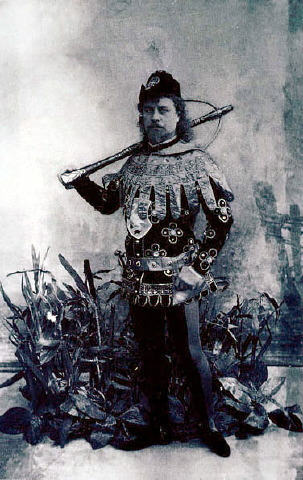
Pável Gerdt (Sigfrido), 1895

Entre finales de la década de 1880 y principios de 1890 Petipa y Vsevolozhsky consideraron recuperar El lago de los cisnes y estaban en conversaciones con Chaikovski sobre ello. Pero el compositor murió el 6 de noviembre de 1893, justo cuando los planes comenzaban a llegar a buen término. Aún no es seguro que Chaikovski fuese a revisar la música de este montaje. En cualquier caso, como consecuencia de su muerte Drigo fue quien revisó la partitura, no sin antes recibir la aprobación de Modest.
Existen grandes diferencias entre la partitura de Drigo y la de Chaikovski. La revisión que Drigo hizo de la partitura de Chaikovski para el montaje de Petipa e Ivanov en 1895, y no la original de Chaikovski de 1877, es la que muchas compañías de ballet, aunque no todas, utilizan al montar este ballet en la actualidad.
En febrero de 1894 se celebraron dos conciertos conmemorativos en honor de Chaikovski programados por Vsevolozhsky. La producción incluyó el segundo acto de El lago de los cisnes con coreografía de Lev Ivanov, segundo coreógrafo para del Ballet Imperial. Esta coreografía de Ivanov fue aclamada unánimemente como maravillosa.
La virtuosa italiana Pierina Legnani interpretó a Odette/Odile. Ella había debutado en diciembre de 1893 con el Ballet Imperial en Cenicienta, coreografiado por Petipa, Ivanov y Enrico Cecchetti con la música de Boris Fitinhof-Schell. Mostró su técnica fenomenal culminando su variación de la escena final durante el grand pas con treinta y dos fouettés en tournant, que era el máximo en aquel momento. El público gritó deslumbrado demandando un bis y la bailarina repitió su variación esta vez realizando veintiocho fouettés en tournant.
No obstante, la muerte de zar Alejandro III de Rusia el 1 de noviembre de 1894 y el período de luto oficial subsiguiente puso fin a todos los espectáculos y ensayos de ballet durante algún tiempo. En consecuencia, todos los esfuerzos se concentraron en la preproducción del regreso de El lago de los cisnes. Ivanov y Petipa decidieron colaborar en para este montaje, encargándose Ivanov de los actos segundo y cuarto (es decir los actos blancos), mientras que Petipa montaría el primero y el tercero.
Se pidió al hermano menor de Chaikovski, Modest, que hiciese los cambios necesarios en el libreto del ballet, siendo el más destacado de su revisión el final de ballet. En lugar de que los amantes simplemente se ahogasen por la mano del malvado Rothbart como en el original de 1877, Odette se suicida ahogándose y Sigfrido elige morir también en lugar de vivir sin ella. Rápidamente los espíritus de los amantes se reencuentran en una apoteosis. Asimismo el ballet pasó de tener cuatro actos a tres, ya que el segundo se convirtió en el segundo cuadro del primer acto.
El ballet se estrenó el viernes 27 de enero de 1895 con Pierina Legnani como Odette/Odile, con Pável Gerdt como el príncipe Sigfrido, Alekséi Bulgákov como Rothbart y Aleksandr Oblakov como Benno. Esta representación tuvo lugar en el Teatro Mariinski de San Petersburgo, con coreografía de Marius Petipa, Lev Ivanov, dirigido por Riccardo Drigo. La escenografía fue de Iván Andréyev, Mijaíl Bocharov, Henrich Levogt. El diseño de vestuario: Yevgueni Ponomaryov El montaje fue todo un éxito, aunque no como lo ha sido en los tiempos modernos. La mayoría de las críticas en los periódicos de San Petersburgo fueron positivas. A diferencia del estreno de La bella durmiente, El lago de los cisnes no dominó el repertorio del Teatro Mariinski en su primera temporada. Solo se dieron dieciséis representaciones entre el estreno y la temporada 1895-1896; y no se interpretó en 1897. Además el ballet solo se representó cuatro veces en 1898 y 1899. El ballet pertenecía únicamente a Legnani hasta que se fue de San Petersburgo a su Italia natal en 1901. Tras su partida el ballet fue asumido por Mathilde Kschessinska, que fue tan celebrada en el papel como su predecesora italiana.

#### Otras producciones notables

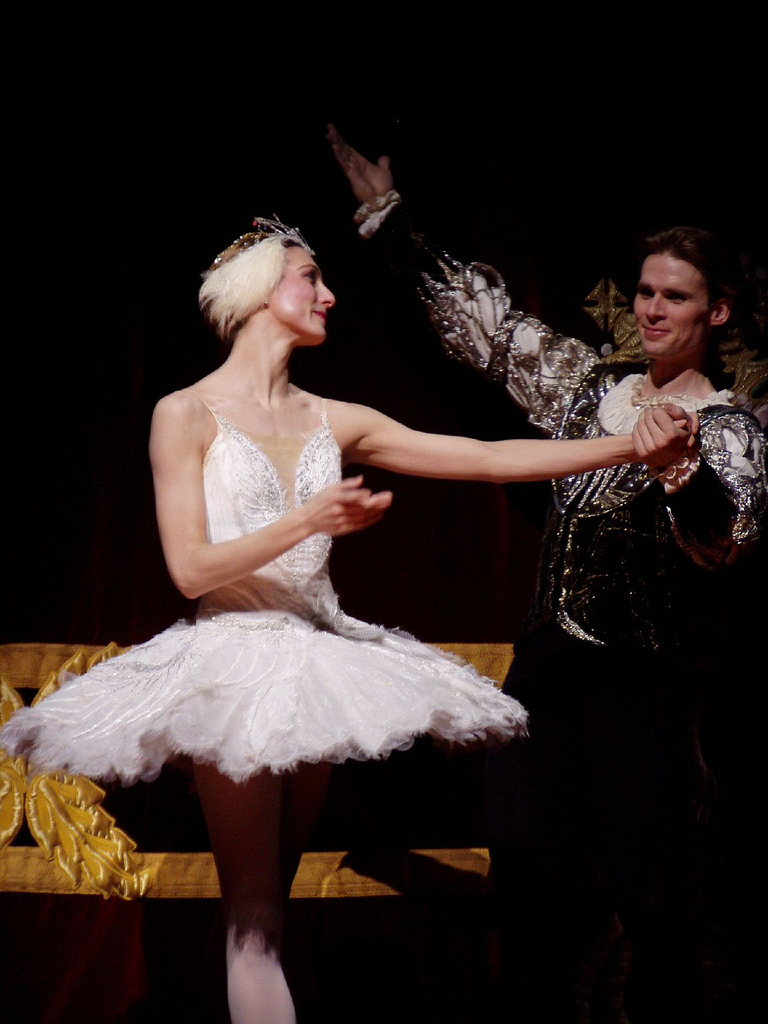
Zenaida Yanowsky (Odette) en la Royal Opera House, 2007.

A lo largo de la larga y compleja historia de las puestas en escena de El lago de los cisnes, la de 1895 ha servido de base para muchos montajes. Casi todos los coreógrafos han mantenido en gran medida la coreografía tradicional, que se considera prácticamente sagrada. El papel de Sigfrido con el tiempo ha ganado relevancia debido sobre todo a la evolución de la técnica del ballet.
En 1940 el ballet de San Francisco fue la primera compañía americana en organizar un producción completa de El lago de los cisnes. El montaje logró un gran éxito protagonizado por Lew Christensen como Sigfrido, Jacqueline Martin como Odette y Janet Reed como Odile. Willam Christensen basó su coreografía en la de Petipa-Ivanov, apoyándose en la gran población de rusos emigrados en San Francisco, encabezados por la princesa y el príncipe Vasili Alexandrovich de Rusia, para que le ayudasen a asegurarse de que la producción tuviera éxito en su objetivo de preservar la cultura rusa en San Francisco.
Diversas producciones notables se han ido distanciando de la original y la de 1895:
- 1976: Ilusiones como El lago de los cisnes de John Neumeier con el Ballet de Hamburgo. Neumeier interpola la historia de Luis II de Baviera en la trama de El lago de los cisnes, a través de la fascinación de Luis con los cisnes. Se utilizó gran parte de la partitura original con material adicional de Chaikovski. La coreografía combinó el material de Petipa e Ivanov con nuevas danzas y escenas de Neumeier. El ballet termina con la muerte de Luis por ahogamiento mientras está confinado en un manicomio, con la música dramática para la conclusión el tercer acto. Con el tema del miembro de la realeza infeliz siendo forzado a contraer matrimonio por razones de Estado y también la referencia a las vidas personales de la realeza actual, esta obra anticipó las interpretaciones de Bourne y Murphy. Ilusiones como El lago de los cisnes permanece en el repertorio de las principales compañías de ballet alemanas.

- 1995: El lago de los cisnes de Matthew Bourne. Este ballet se apartaba del tradicional reemplazando el cuerpo de baile femenino por bailarines masculinos. Desde su creación en 1995, la producción de Bourne no ha estado fuera de escena más de unos pocos meses. Se ha representado en extensas giras en Grecia, Israel, Turquía, Australia, Italia, Japón, Corea, Rusia, Francia, Alemania, Países Bajos y Estados Unidos además del Reino Unido. Ha ganado más de 30 premios internacionales hasta la fecha.[15]

- 2000: Versión del American Ballet Theatre, que fue grabada para televisión en 2005. En lugar de tener bajado el telón mientras suena la lenta introducción, utiliza esta música para acompañar un nuevo prólogo en el que se muestra a la audiencia cómo Rothbart transforma por primera vez a Odette en cisne. Este prólogo es similar, aunque con algunas diferencias, al montaje de Vladimir Burmeister de este mismo ballet estrenado en el Teatro Stanislavsky de Moscú en 1953. Rothbart en esta producción está interpretado por dos bailarines, uno aparece como un hombre joven y guapo que atrae fácilmente a Odette en el nuevo prólogo y el otro bailarín lleva un siniestro "maquillaje de monstruo" que revela el verdadero ser del brujo. En la película Cisne negro Natalie Portman, interpretando a Nina, sueña sobre esto en la escena inicial. Alrededor de media hora de la partitura completa se omite de esta producción.

- 2002: El lago de los cisnes de Graeme Murphy. Se basa libremente en la ruptura del matrimonio de Lady Di con el príncipe Carlos y su relación con Camilla Parker Bowles. Se combinan los papeles de Rothbart y Odile en el de una baronesa, y el foco de la historia es un triángulo amoroso.[16]

| Intérpretes en diversas producciones | Intérpretes en diversas producciones | Intérpretes en diversas producciones | Intérpretes en diversas producciones | Intérpretes en diversas producciones | Intérpretes en diversas producciones |
| Rol                                  | Moscú 1877                           | Moscú 1880                           | San Petersburgo 1895                 | Moscú 1901                           | Londres 1911                         |
| ------------------------------------ | ------------------------------------ | ------------------------------------ | ------------------------------------ | ------------------------------------ | ------------------------------------ |
| Reina                                | Olga Nikoláyeva                      |                                      | Giuseppina Cecchetti                 |                                      |                                      |
| Sigfrido                             | Victor Gillert                       | Alfred Bekefi                        | Pável Gerdt                          | Mijaíl Mordkin                       | Vaslav Nijinsky                      |
| Benno                                | Serguéi Nikitin                      |                                      | Aleksandr Oblakov                    |                                      |                                      |
| Wolfgang                             | Wilhelm Wanner                       |                                      | Gillert                              |                                      |                                      |
| Odette                               | Pelaguéya Karpakova                  | Yevdokíya Kalmykova                  | Pierina Legnani                      | Adelaide Giuri                       | Mathilde Kschessinska                |
| Rothbart                             | Serguéi Sokolov                      |                                      | Alekséi Bulgákov                     | K. Kubakin                           |                                      |
| Odile                                | ***                                  |                                      | Pierina Legnani                      |                                      | Mathilde Kschessinska                |

## Libreto
Muchos críticos han puesto en duda la fuente original de la historia El lago de los cisnes. El libreto se basa en un cuento Der geraubte Schleier (El velo robado), del escritor alemán Johann Karl August Musäus, aunque esta historia solo proporciona las líneas generales de la trama del ballet. El cuento popular ruso El pato blanco también tiene cierta semejanza con la historia del ballet y puede haber sido otra posible fuente. Los contemporáneos de Chaikovski recordaban que el compositor tenía gran interés en la historia de la vida del rey Luis II de Baviera, cuya trágica vida supuestamente había estado marcada por el signo del cisne y que conscientemente o no fue elegido como el prototipo del soñador príncipe Sigfrido.
El patriarca del ballet ruso Fiódor Lopujov ha calificado El lago de los cisnes como un "ballet nacional" debido a sus cisnes, que argumenta tienen su origen en fuentes lírico románticas rusas, aunque muchos de los movimientos del cuerpo de baile provienen de danzas circulares eslavas. Según Lopujov, «tanto la trama de El lago de los cisnes como la imagen del cisne y la idea misma de un amor fiel son esencialmente de Rusia».

### Personajes
- La princesa Odette (La reina de los cisnes y el cisne blanco o también la princesa cisne), la heroína de la historia, una hermosa princesa, que se ha transformado en un cisne blanco durante el día y que solo se transforma en su aspecto verdadero y humano de princesa durante la noche.
- El príncipe Sigfrido, el héroe de la historia, un apuesto príncipe que se enamora de Odette.
- Rothbart, el antagonista de la historia, un malvado brujo, que ha encantado a Odette para que se convierta en un cisne blanco durante el día pero para que se transforme en su forma verdadera y humana de princesa durante la noche.
- Odile (El cisne negro), la malvada bruja e hija de Rothbart, la antagonista secundaria, se transforma en Odette con la ayuda del malvado brujo Rothbart, su propio padre, para que Sigfrido caiga en una trampa suya y lo engañe por completo.
- Benno von Sommerstern, un amigo del príncipe Sigfrido.
- La reina soberana, la madre del príncipe Sigfrido.
- Wolfgang, su tutor.
- Barón von Stein.
- La baronesa, su esposa.
- Freiherr von Schwarzfels.
- Su esposa.
- Un heraldo.
- Un lacayo.
- Caballeros y damas de la corte, los amigos del príncipe, heraldos, invitados, pajes, aldeanos, sirvientes, cisnes, pollos del cisne.

En 1895 Benno von Sommerstern se había convertido simplemente «Benno» y Odette en «Reina de los Cisnes». Asimismo el Barón von Stein y su esposa, así como Freiherr von Schwarzfels y su esposa ya no aparecían identificados en el programa. La princesa soberana o gobernante a menudo se sustituye por «Reina madre». Rothbart (Redbeard, Barbarroja) también puede escribirse «Rotbart».

### Argumento
El lago de los cisnes suele representarse en cuatro actos y cuatro escenas (sobre todo fuera de Rusia y Europa del Este), o bien en tres actos y cuatro escenas (sobre todo en Rusia y Europa del Este).
Prólogo
 Un bosque oscuro.
Solo se incluye en algunas versiones, esta escena, acompañada por la Obertura muestra la transformación real por la que la princesa Odette es convertida por primera vez en un cisne blanco por el malvado brujo Rothbart.
Acto I
Un magnífico parque ante un palacio.
El príncipe Sigfrido celebra su vigésimo primer cumpleaños con su tutor, amigos y campesinos en uno de los jardines del palacio. Las diversiones son interrumpidas por la reina madre de Sigfrido y sus damas de honor, que se preocupa por el estilo de vida despreocupado de su hijo. La reina recuerda a su hijo que la noche siguiente deberá escoger una esposa durante el baile real de celebración oficial de su cumpleaños. A la fiesta estarán invitadas jóvenes muchachas, entre las más hermosas de la comarca, y el príncipe deberá elegir a una de ellas como futura esposa. Esto causa una gran melancolía en Sigfrido ya que no puede casarse por amor. Su amigo Benno y el tutor tratan de levantar su estado de ánimo con problemas. Al caer la noche, Benno ve una bandada de cisnes blancos volando por encima y sugiere una partida de caza. Sigfrido y sus amigos toman sus ballestas y parten en busca de los cisnes blancos.
Acto II

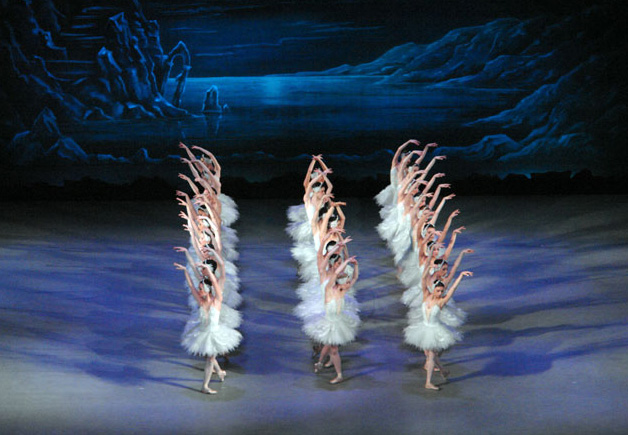
Vals de los cisnes del Acto II.

Un claro junto al lago en un bosque junto a las ruinas de una capilla. Una noche iluminada por la luna.
Sigfrido se ha separado de sus amigos. Llega al claro junto al lago, mientras que una bandada de cisnes blancos se posa cerca. Él apunta con su ballesta a los cisnes, pero se queda helado cuando uno de ellos se transforma en una hermosa doncella y princesa llamada Odette. Al principio ella está aterrorizada por Sigfrido, pero él promete no hacerle daño. Entonces ella le cuenta que es la princesa Odette, la reina cisne, que ella y sus compañeras y amigas son víctimas de un terrible hechizo lanzado por Rothbart, el malvado brujo con forma de búho. Durante el día se convierten en cisnes y solo vuelven a su forma humana y verdadera de doncellas por la noche a la orilla del lago encantado creado a partir de las lágrimas de los fallecidos padres de Odette. El conjuro solo puede romperse si alguien que nunca ha amado antes jura amar a Odette siempre. Aparece Rothbart y Sigfrido amenaza con matarlo, pero Odette intercede ya que si Rothbart muere antes de que se rompa el hechizo, nunca se podrá deshacer. Rothbart hace que las jóvenes vuelvan a convertirse en cisnes para evitar que el príncipe rompa el hechizo. Odette se aleja convertida en cisne.
Al desaparecer Rothbart, las doncellas cisne llenan el claro. Benno y sus compañeros también llegan y apuntan con sus ballestas a las doncellas. Sigfrido los detiene justo a tiempo y los despide. Ahora, a solas con Odette y las doncellas cisnes Sigfrido se dispone a ganar la confianza de Odette. Se enamoran mutuamente, pero a medida que llega el amanecer el hechizo arrastra a Odette y a sus compañeras de regreso al lago y hace que se transformen en cisnes blancos de nuevo.
Acto III
Una sala opulenta en el palacio.
Se celebra la fiesta en el castillo donde Sigfrido deberá elegir esposa. Entra la reina madre junto a Sigfrido y el maestro de ceremonias da comienzo al festejo. Se presentan las jóvenes casaderas y la reina pide a su hijo Sigfrido que baile con seis princesas y que elija una como una prometida. Sigfrido se queja de que él no ama a ninguna de ellas. Él piensa en Odette, se niega a escoger esposa y su madre se enfada con él. En ese momento el maestro de ceremonias anuncia la llegada de un noble desconocido y su hija. Es el barón y el malvado brujo Rothbart, que llega disfrazado a la fiesta con su hija, la malvada bruja Odile, convertida en Odette. El malvado brujo Rothbart ha transformado a su hija Odile en Odette, a fin de que para Sigfrido sea casi idéntica a Odette en todos los aspectos, excepto que viste de negro en lugar de blanco. El príncipe, hechizado por el brujo Rothbart, cree ver a Odette en Odile, convertida en Odette. Odette, transformada en un cisne blanco, aparece como una visión y en vano trata de advertir a Sigfrido de que está siendo engañado. Pero Sigfrido permanece ajeno y proclama ante el tribunal que tiene la intención de hacer su esposa a Odile, convertida en Odette. La reina madre acepta y Sigfrido le jura a Odile, convertida en Odette, amor eterno. Rothbart se descubre y muestra a Sigfrido una visión mágica de Odette, transformada en un cisne blanco, a lo lejos. Odile entonces deja de tener el aspecto de Odette y se transforma y recupera su verdadero rostro de Odile, contenta con haber engañado a Sigfrido habiéndole hecho creer que Odile cuando estaba transformada en Odette, era su amada, querida y adorada Odette. Sigfrido se da cuenta de su terrible error y, abatido por el dolor, corre desesperado hacia el lago.
Acto IV
 En la orilla del lago.
A las orillas del lago las jóvenes-cisnes esperan tristemente la llegada de su reina Odette. Ella llega llorando desesperada por la traición de Sigfrido y les cuenta los tristes acontecimientos de la fiesta en el palacio. Las doncellas cisnes tratan de consolarla, pero ella se resigna a la muerte. Aparece Sigfrido implorando su perdón. Ella lo perdona y la pareja reafirma su amor. Rothbart aparece e insiste en que Sigfrido cumpla su promesa de casarse con su hija Odile, después de lo cual Odette se transformará en un cisne para siempre. Sigfrido y Odette luchan contra él, pero todo es en vano, pues el maleficio no puede ser deshecho. Sigfrido elige morir junto a Odette, así que los dos enamorados se suicidan lanzándose al lago. Ese sacrificio de amor rompe el hechizo de Rothbart sobre las doncellas cisnes, haciéndole perder su poder sobre ellas y morir. Al amanecer se ve aparecer sobre el lago los espíritus de Odette y Sigfrido ya juntos para siempre subiendo a las regiones celestiales.
Finales alternativos
Existen muchos finales diferentes que van desde romántico a trágico.
- En 1877 en el ballet original Sigfrido lucha con Rothbart y le arranca una de sus alas, destruyendo así sus poderes. Sigfrido ha roto el hechizo de las doncellas cisne y se casa con Odette. Una versión bailada por el Ballet Mariinski en 2006 sigue de cerca el final original: el verdadero amor de Sigfrido y Odette derrota a Rothbart y Odette vuelve a su forma humana para unirse felizmente con el príncipe Sigfrido. Esta versión ha sido a menudo utilizada por las compañías de ballet de Rusia y China. Un final similar se utilizó en la película de animación norteamericana de 1994 La princesa cisne.

- En 1986 en el montaje de Rudolf Nureyev para el Ballet de la Ópera de París Rothbart lucha con Sigfrido, quien es vencido y muere, dejando a Rothbart llevar a Odette triunfalmente hacia el cielo.

- En 2006 en el montaje de New York City Ballet con coreografía de Peter Martins (siguiendo a Lev Ivanov, Marius Petipa y George Balanchine), la declaración del príncipe Sigfrido que desea casarse con Odile constituye una traición que condena a Odette a seguir siendo un cisne para siempre. Sigfrido se queda solo en el dolor mientras cae el telón.

- En 2009 en un montaje del Ballet de San Francisco Sigfrido y Odette se lanzan al lago, como en la producción de 1895 y Rothbart es destruido. Entonces se ve a dos cisnes, que son los amantes, volar más allá de la luna.

- En 2010 en una producción del Ballet Nacional de Canadá Odette perdona a Sigfrido su traición y la promesa de la reconciliación brilla momentáneamente antes de que Rothbart convoque una violenta tormenta. Rothbart y Sigfrido luchan. Cuando la tormenta se calma Odette se queda sola para llorar la muerte de Sigfrido.

- En 2012 en el montaje del Ballet Estatal Ruso de Siberia en Blackpool Grand Theatre el príncipe Sigfrido arrastra a Rothbart al lago y ambos se ahogan. Odette queda como un cisne.

## Análisis

### Instrumentación
Esta obra se escribió para la orquesta grande típica de finales del siglo XIX:
- Cuerdas: violines I y II; violas, violonchelos, contrabajos y arpa.
- Viento madera: piccolo, 2 flautas, 2 oboes, 2 clarinetes en si♭, la y do; 2 fagotes.
- Viento metal: 4 trompas en fa; 2 cornetas en la y si♭; 2 trompetas en fa, re y mi; 3 trombones (2 tenores, 1 bajo) y tuba.
- Percusión: timbales, caja clara, platillos, bombo, triángulo, pandereta, castañuelas, tam-tam, glockenspiel.

### Estructura
La partitura de la que se extrae este esquema es la de la versión original de Chaikovski, por lo que no coincide con la de Drigo, es decir, la que se representa en la actualidad. Los títulos para cada número están tomados de la partitura original publicada; algunos de los números se titulan sencillamente como indicaciones musicales, a saber, aquellos que no se están traducidos de sus títulos franceses originales.
Introducción
Moderato assai — Allegro non troppo — Tempo I
Acto I
N.º 1 Scène: Allegro giusto
N.º 2 Waltz: Tempo di valse
N.º 3 Scène: Allegro moderato
N.º 4 Pas de trois
I. Intrada (o Entrée): Allegro
II. Andante sostenuto
III. Allegro semplice, Presto
IV. Moderato
V. Allegro
VI. Coda: Allegro vivace
N.º 5 Pas de deux para dos bufones (este número se transformó más tarde en el Pas de Deux del cisne negro)
I. Tempo di valse ma non troppo vivo, quasi moderato
II. Andante – Allegro
III. Tempo di valse
IV. Coda: Allegro molto vivace
N.º 6 Pas d'action: Andantino quasi moderato – Allegro
N.º 7 Sujet (Introducción a la Danza con Goblets)
N.º 8 Danza con Goblets: Tempo di polacca
N.º 9 Finale: Sujet, Andante
Acto II
N.º 10 Scène: Moderato
N.º 11 Scène: Allegro moderato, Moderato, Allegro vivo
N.º 12 Scène: Allegro, Moderato assai quasi andante
N.º 13 Danzas de los cisnes
I. Tempo di valse
II. Moderato assai
III. Tempo di valse
IV. Allegro moderato (este número más tarde se convirtió en la famosa Danza de los pequeños cisnes)
V. Pas d'action: Andante, Andante non troppo, Allegro (con material tomado de Undina)
VI. Tempo di valse
VII. Coda: Allegro vivo
N.º 14 Scène: Moderato
Acto III
N.º 15 Scène: March – Allegro giusto
N.º 16 Ballabile: Danza de los corps de ballet y los enanos: Moderato assai, Allegro vivo
N.º 17 Entrada de los invitados y Vals: Allegro, Tempo di valse
N.º 18 Scène: Allegro, Allegro giusto
N.º 19 Grand pas de six.
I. Intrada (o Entrée): Moderato assai
II. Variación 1: Allegro
III. Variación 2: Andante con moto
IV. Variación 3: Moderato
V. Variación 4: Allegro
VI. Variación 5: Moderato, Allegro semplice
VII. Grand coda: Allegro molto
Appendix I
Pas de deux para Mme. Anna Sobeshchánskaya (con la música de Léon Minkus, más tarde coreografiada por Balanchine como Pas de deux de Chaikovski)
N.º 20 Danza húngara: Czardas – Moderato assai, Allegro moderato, Vivace
Appendix II
N.º 20a Danza rusa para Mlle. Pelaguéya Karpakova: Moderato, Andante semplice, Allegro vivo, Presto
N.º 21 Danza española: Allegro non troppo (Tempo di bolero)
N.º 22 Danza napolitana / veneciana: Allegro moderato, Andantino quasi moderato, Presto
N.º 23 Mazurka: Tempo di mazurka
N.º 24 Scène: Allegro, Tempo di valse, Allegro vivo
Acto IV
N.º 25 Entr'acte: Moderato
N.º 26 Scène: Allegro non troppo
N.º 27 Danza de los pequeños cisnes: Moderato
N.º 28 Scène: Allegro agitato, Molto meno mosso, Allegro vivace
N.º 29 Scène finale: Andante, Allegro, Alla breve, Moderato e maestoso, Moderato

## En la cultura popular
Esta pieza aparece en un gran número de bandas sonoras de películas, programas de televisión, videojuegos, etc.; así como versiones hechas por artistas musicales de todo el mundo.

### Literatura
- 1989 Swan Lake: es una novela para niños escrita por Mark Helprin e ilustrada por Chris van Allsburg, que recrea la historia original como un cuento sobre las luchas políticas en un país sin nombre de Europa del Este. En él Odette se convierte en una princesa oculta desde su nacimiento por el que maneja los hilos (y finalmente usurpador) detrás del trono, siendo la historia contada a su hija.
- 1999 The Black Swan: es una novela de fantasía escrita por Mercedes Lackey que reimagina la historia original y se centra especialmente en Odile. La hija de Rothbart es una bruja por mérito propio que llega a simpatizar con Odette.
- 2009 Amiri & Odette: es una narración en verso de Walter Dean Myers con ilustraciones de Javaka Steptoe.[21] Myers sitúa la historia en el proyectos de vivienda pública "El lago de los cisnes" de una gran ciudad. Amiri es un jugador de baloncesto, "Príncipe de la noche", un campeón de las pistas de asfalto del parque. Odette pertenece a Big Red, un traficante con poder en las calles.

### Cine
- 1925 The Phantom of the Opera: en esta película muda se emplea a menudo como una pista de fondo un extracto de El lago de los cisnes.[22]
- 1931 Drácula: en los créditos iniciales se puede escuchar un extracto de El lago de los cisnes.[22]
- 1932 La momia: el mismo extracto también se incluyó en esta película de terror.[22]
- 1940 El puente de Waterloo: la protagonista, una bailarina de ballet interpretada por Vivien Leigh, aparece bailando un fragmento de este ballet caracterizada como el cisne blanco.
- 1948 The Red Shoes La protagonista, una aspirante a bailarína de ballet interpretada por Moira Shearer, reinterpreta la obra en cuestión en una de las escenas que muestran su ascenso en los escenarios.
- 1968 Funny Girl: Barbra Streisand en el papel de Fanny Brice, baila en una parodia cómica de El lago de los cisnes.
- 1970 The Music Lovers: en esta película de Ken Russell, el propio Chaikovski interpretado por Richard Chamberlain, asiste a una representación de este ballet con su recién casada esposa (Nina) Antonina Miliukova interpretada por Glenda Jackson, que no entiende el argumento de la obra.[23]
- 1974 Una mujer bajo la influencia: En la película, la protagonista (interpretada por Gena Rowlands) tararea y referencia la canción en varias secuencias y, en un momento dado, se puede apreciar un fragmento de la canción.
- 1981 Hakuchou no Mizuumi (El lago de los cisnes): es una película japonesa de anime realizada por Kimio Yabuki con Toei Animation. La historia es relativamente fiel a la original y a lo largo de toda la película suenan como música ambiental diversas piezas del ballet.[20]
- 1994 The Swan Princess: esta trilogía de dibujos animados narra la historia de Odette, una bella princesa que se convierte en cisne durante el día por el hechizo lanzado por el malvado brujo Rothbart.[24]
- 1997 Ana Karenina: en esta película dirigida por Bernard Rose y protagonizada por Sophie Marceau pueden oírse numerosos fragmentos del ballet.[20]
- 1997 Love! Valour! Compassion!: este drama dirigido por Joe Mantello y basado en la novela homónima de Terrence McNally incluye en una de sus escenas la Danza de los pequeños cisnes (Dance des petits cygnes) del segundo acto, en una estupenda interpretación masculina.
- 2000 Billy Elliot: al final de la película el protagonista aparece bailando en la versión del coreógrafo Matthew Bourne.[25]
- 2002 Princess Tutu: es un anime japonés que narra una historia parecida a la de El lago de los cisnes.[26]
- 2003 Barbie of Swan Lake: es la tercera película de animación de la colección de Barbie, que está inspirada libremente en la historia de El lago de los cisnes aunque difiere bastante. Barbie es Odette, la historia se cuenta acompañada de ballet y música. Se utilizó la técnica de la captura de movimiento con la colaboración de los miembros del New York City Ballet.[20]
- 2006 Scoop: al principio y repetidamente durante todo el filme de Woody Allen puede oírse la Danza de los pequeños cisnes.[20]
- 2010 Despicable Me: en la película de animación las niñas adoptadas por el villano le piden a este que vaya a verlas en su actuación de El lago de los cisnes.
- 2011 Black Swan: dirigida por Darren Aronofsky y protagonizada por Natalie Portman.[20]
- 2013 Barbie y las zapatillas mágicas: utiliza parte de la historia de El lago de los cisnes, en donde Cristhin queda convertida en Odette.
- 2017 Twin Peaks (serie de televisión de 2017): en una escena de la serie, Sonny jim Jones (interpretado por Pierce Gagnon) juega en un Gym montable que reproduce un fragmento de la canción.

### Videojuegos
- 1988: el videojuego Final Fantasy II de Squaresoft usa una pequeña parte de El lago de los cisnes justo antes de la lucha contra el jefe Lamia. En la versión para PlayStation Portable la parte es más larga.
- 1990: la aventura gráfica Loom de LucasArts creada por Brian Moriarty posee una banda sonora formada íntegramente por extractos de la suite El lago de los cisnes. Incluso se incorpora a la historia el tema de un cisne.
- 2009: el videojuego Mario y Sonic en los Juegos Olímpicos de Invierno de SEGA incluye El lago de los cisnes en su competición de patinaje artístico sobre hielo.
- 2016: el videojuego Overwatch de Blizzard Entertainment dentro de los aspectos de "Widowmaker" se encuentran "Odette" y "Odile" el cisne blanco y el cisne negro.
- 2016: Posteriormente también en Overwatch de Blizzard Entertainment en el evento navideño "Inverlandia" se añadió un aspecto de "Cascanueces" para "Zenyatta", donde sus orbes son sustituidos por nueces.
- 2018: Se rumorea que para el evento de este año podría añadirse otro aspecto relacionado, siendo para "Junkrat" el "Rey de los ratones".

### Televisión
- El lago de los cisnes se escuchó en dos episodios de la serie Las Estrellas. Como dice el dicho: "Las águilas anda solas, las ovejas en manada" y "Un buen padre vale por cien maestros".
- En el episodio 2 de MacGyver, Desi, de 10 años, fue a ser paso en la clase de ballet de una chica asiática que se golpeó la nariz y su estudiante de ballet sale corriendo de su clase en su episodio llamado "Thief + Painting + Auction + Viro-486 + Justice".
- La quinta temporada de la serie estadounidense Once Upon a Time está basada en la leyenda del Rey Arturo, la mitología griega, y el lago de los cisnes. En la primera parte de la temporada, Emma se convierte en el cisne negro, y Killian toma el lugar del príncipe.

## Discografía selecta
Audio
- 1954 – Antal Doráti (director), Minneapolis Symphony Orchestra (1.ª grabación completa, fin de 1953, originalmente solo en mono; algunos temas estéreo falsos en LP)
- 1959 – Ernest Ansermet (director), Orchestre de la Suisse Romande, grabado en estéreo oct–nov 1958, reducido
- 1974 – Anatole Fistoulari (director), Radio Filharmonisch Orkest, Ruggiero Ricci (violín)
- 1976 – André Previn (director), London Symphony Orchestra, Ida Haendel (violín)
- 1979 - Seiji Ozawa (director), Boston Symphony Orchestra, Joseph Silverstein (violín)
- 1982 – John Lanchbery (director), Philharmonia Orchestra
- 1988 – Yevgeny Svetlanov (director), Russian State Symphony Orchestra
- 1990 – Michael Tilson Thomas (director), London Symphony Orchestra
- 1992 – Charles Dutoit (director), Montreal Symphony Orchestra
- 2006 – Valery Gergiev (director), Orquesta del Teatro Mariinski

Video
- 1966 – John Lanchbery (director), Vienna State Opera Ballet, Rudolf Nureyev (Sigfrido), Margot Fonteyn (Odette / Odile)
- 1968 – Viktor Fedotov (director), Kirov Ballet, John Markovsky (Sigfrido), Yelena Yevteyeva (Odette / Odile)
- 1976 – Algis Zhuraitis (director), Ballet Bolshoi, Alexander Bogatirev (Sigfrido), Maya Plisétskaya (Odette / Odile)
- 1982 – Ashley Lawrence (director), The Royal Ballet, Anthony Dowell (Sigfrido), Natalia Makarova (Odette / Odile)
- 1984 – Algis Zhuraitis (director), Ballet Bolshoi, Alexander Bogatirev (Sigfrido), Natalia Bessmertnova (Odette / Odile)
- 1986 – Viktor Fedotov (director), Kirov Ballet, Konstantin Zaklinsky (Sigfrido), Galina Mezentseva (Odette / Odile)
- 1988 – Graham Bond (director), English National Ballet, Peter Schaufuss (Sigfrido), Evelyn Hart (Odette / Odile)
- 1989 – Algis Zhuraitis (director), Ballet Bolshoi, Yuri Vasyuchenko (Sigfrido), Alla Mikhalchenko (Odette / Odile)
- 1990 – Viktor Fedotov (director), Kirov Ballet, Igor Zelensky (Sigfrido), Yuliya Makhalina (Odette / Odile)
- 1992 – Alexander Sotnikov (director), Perm Theatre Ballet, Alexei Fadeyechev (Sigfrido), Nina Ananiashvili (Odette / Odile)
- 1992 – Jonathan Darlington (director), Paris Opera Ballet, Patrick Dupond (Sigfrido), Marie-Claude Pietragalla (Odette / Odile)
- 1996 – Michel Quéval (director), Royal Swedish Ballet, Anders Nordström (Sigfrido), Nathalie Nordquist (Odette / Odile)
- 1998 – Daniel Barenboim (director), Berlin State Ballet, Oliver Matz (Sigfrido), Steffi Scherzer (Odette / Odile)
- 2004 – James Tuggle (director), La Scala Theatre Ballet, Roberto Bolle (Sigfrido), Svetlana Zakharova (Odette / Odile)
- 2005 – Ormsby Wilkins (director), American Ballet Theatre, Angel Corella (Sigfrido), Gillian Murphy (Odette / Odile)
- 2006 – Vello Pahn (director), Paris Opera Ballet, José Martínez (Sigfrido), Agnes Letestu (Odette / Odile)
- 2007 – Valery Gergiev (director), Ballet Mariinski, Danila Korsuntsev (Sigfrido), Ulyana Lopatkina (Odette / Odile)
- 2009 – Valeriy Ovsyanikov (director), The Royal Ballet, Thiago Soares (Sigfrido), Marianela Núñez (Odette / Odile)
- 2009 – Vladimir Fedoseyev (director), Zurich Ballet, Stanislav Jermakov (Sigfrido), Polina Semionova (Odette / Odile)

## Galería

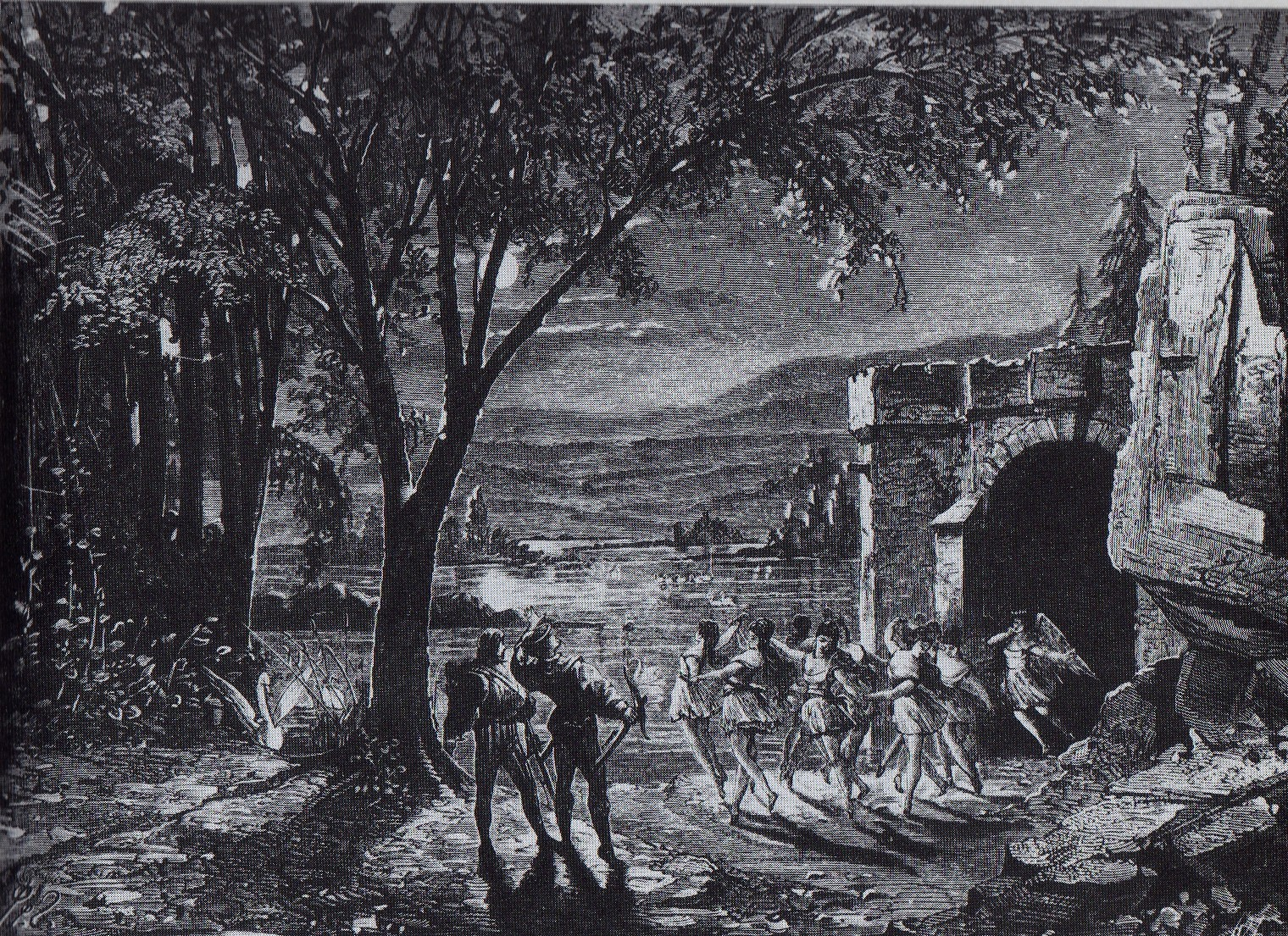
Decorado para el acto II, por F. Gaanen, Moscú, 1877.
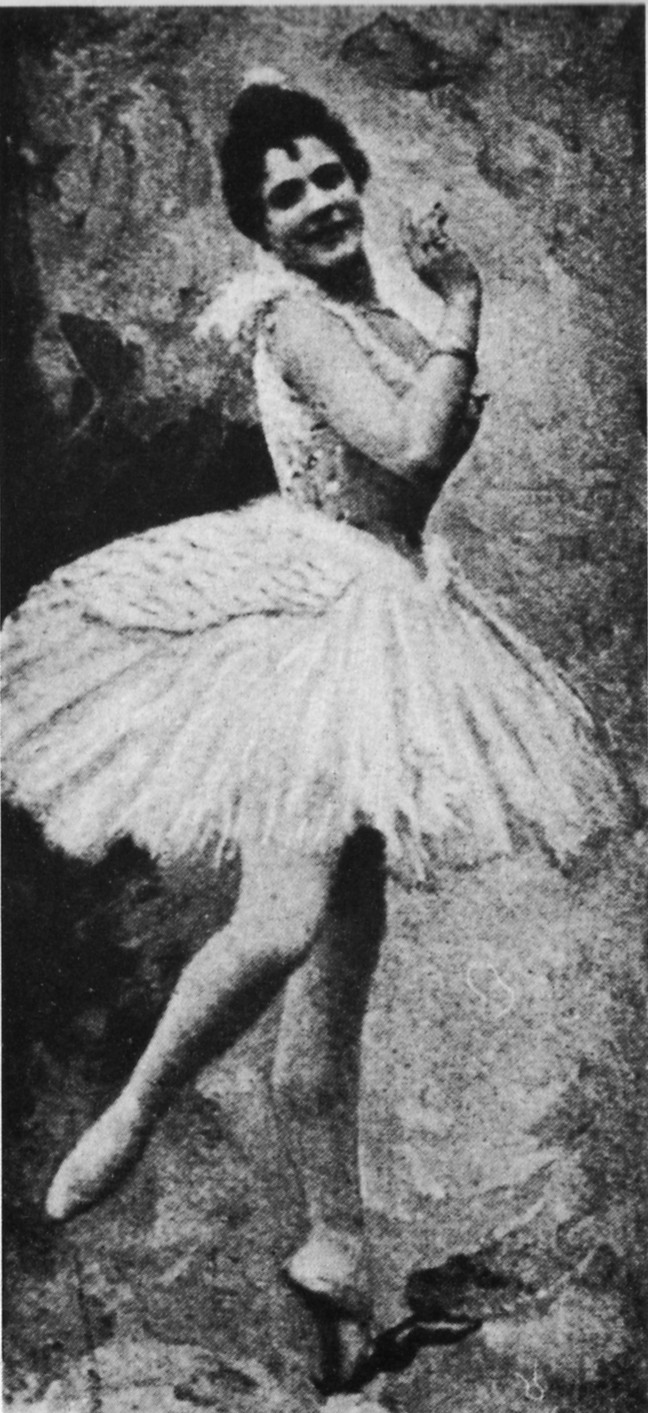
Pierina Legnani como Odette, 1895.
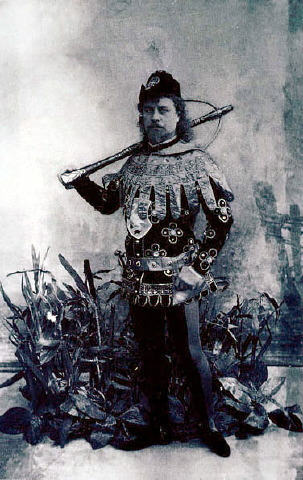
Pável Gerdt como príncipe Sigfrido, 1895.
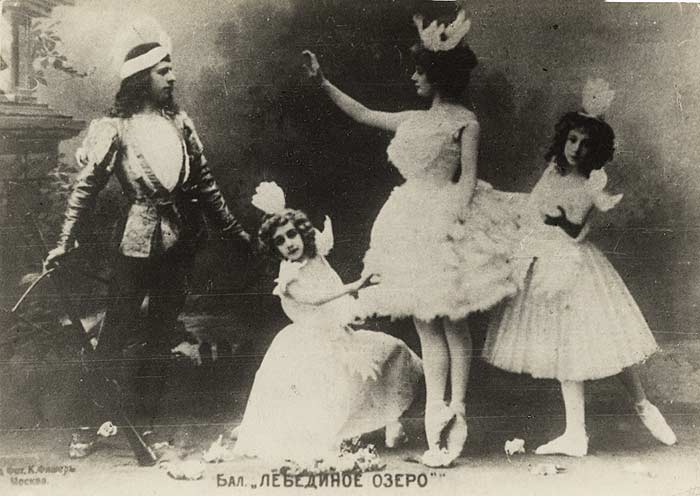
Montaje de Aleksandr Gorsky en el Bolshói, 1901.
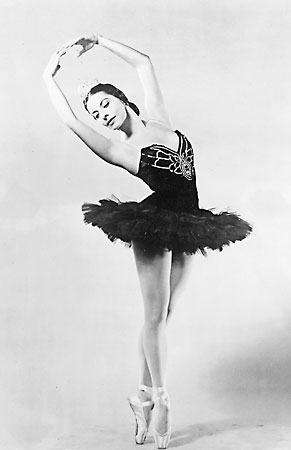
Alicia Alonso como cisne negro, 1955.
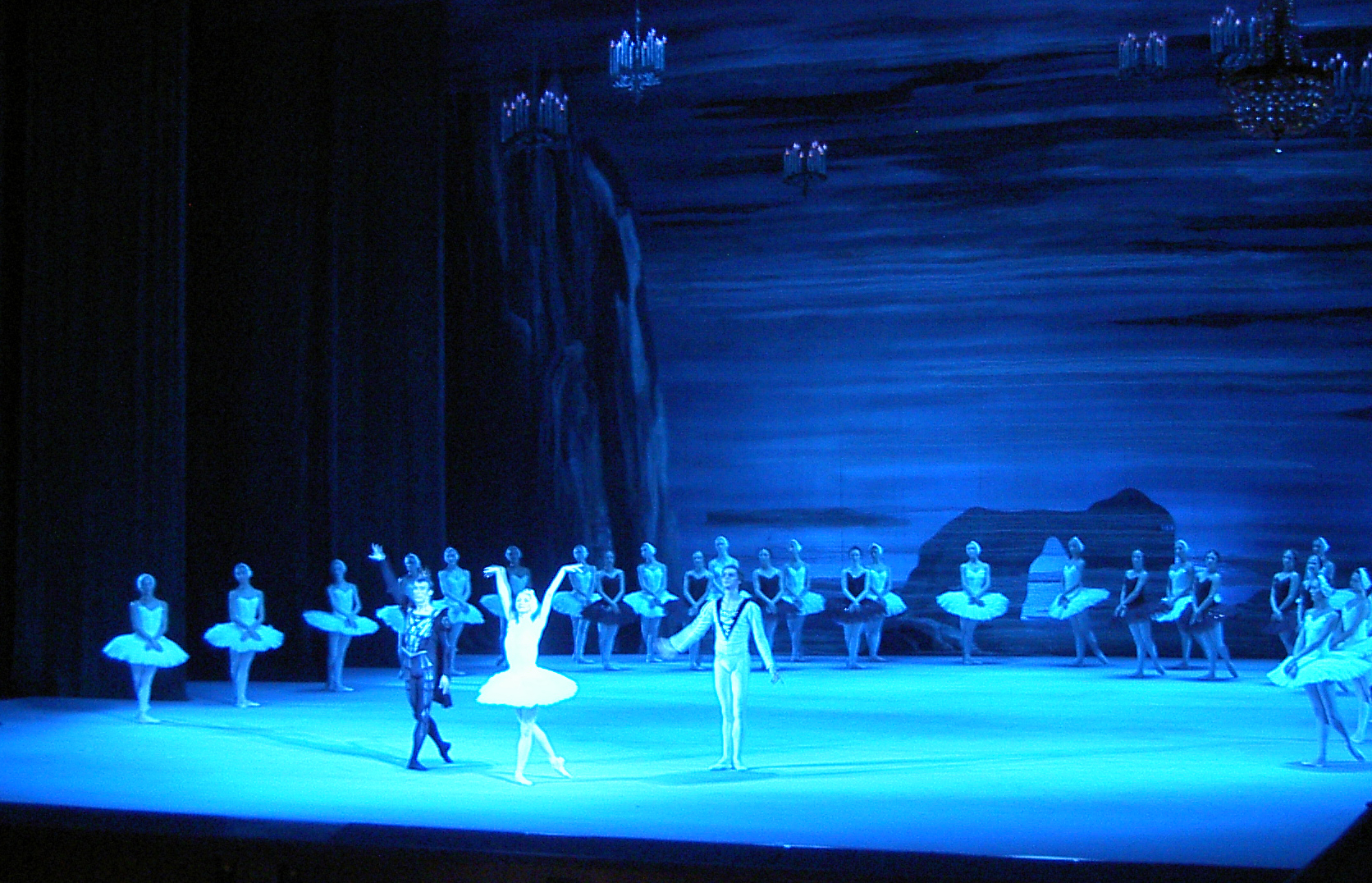
Montaje en el Bolshói, 2006.
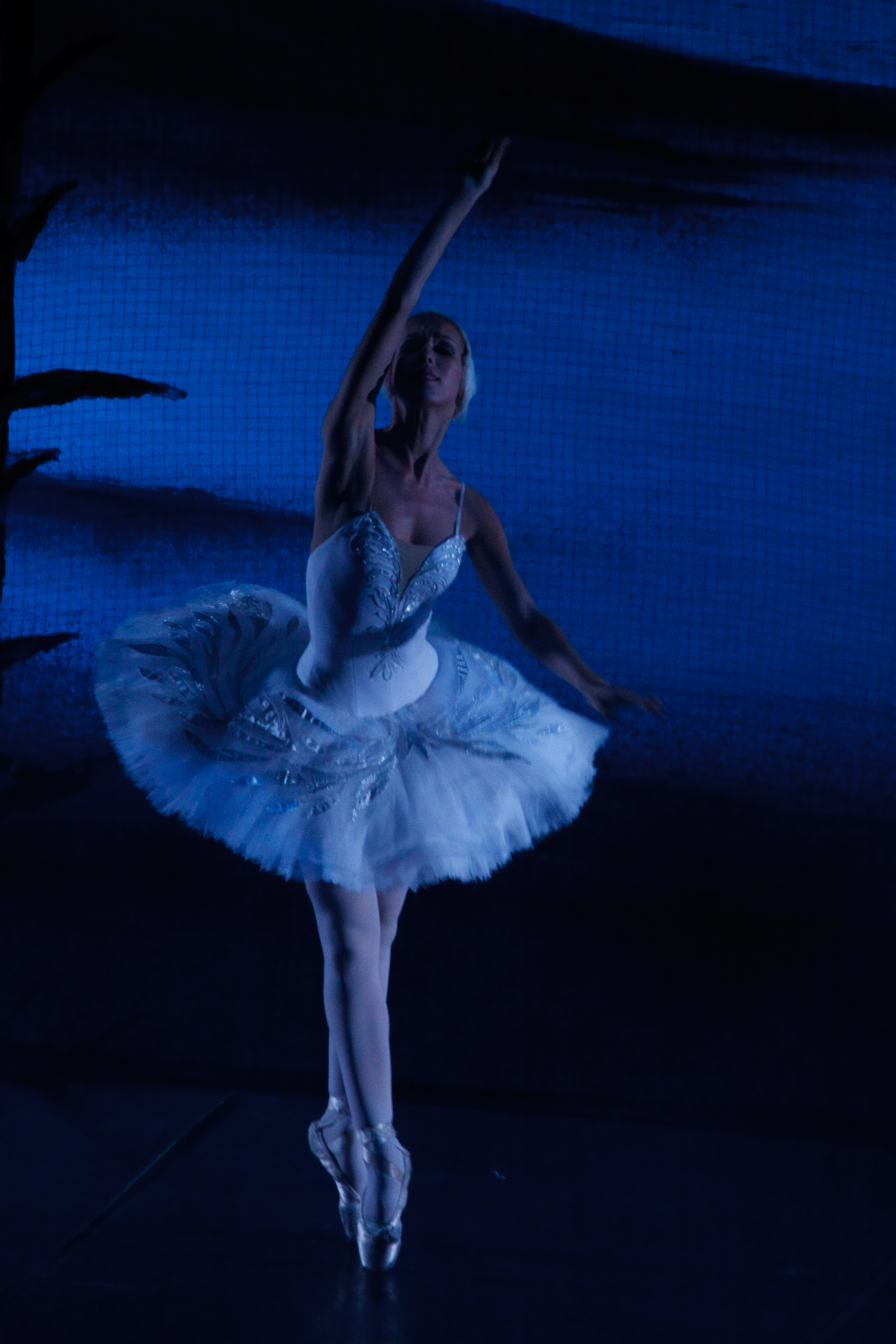
Montaje en República Checa, 2009.